# Valencia Basket Club 2016-2017
Questa voce raccoglie le informazioni riguardanti il Valencia Basket Club nelle competizioni ufficiali della stagione 2016-2017.

## Stagione
La stagione 2016-2017 del Valencia Basket Club è la 28ª nel massimo campionato spagnolo di pallacanestro, la Liga ACB.
Guidata da Pedro Martínez Sánchez arriva in finale di Copa del Rey battuta dal Real Madrid vincendo poi il Campionato spagnolo battendo nella serie finale dei play-off lo stesso Real Madrid per 3 partite a 1, qualificandosi per la successiva stagione di Eurolega.
In Europa disputa l'Eurocup arrivando fino alla serie finale dove viene battuta per 2 partite a 1 dal Málaga.

## Roster
Aggiornato al 14 luglio 2018.
| Valencia Basket Club 2016-17 | Valencia Basket Club 2016-17 |
| Giocatori                    | Staff tecnico                |
| ---------------------------- | ---------------------------- |

| N. | Naz.                                        | Ruolo | Nome                  | Anno | Alt.   | Peso   |  |
| -- | ------------------------------------------- | ----- | --------------------- | ---- | ------ | ------ |  |
| 0  | Stati Uniti (bandiera) · Georgia (bandiera) | AG    | Will Thomas           | 1986 | 203 cm | 100 kg |  |
| 8  | Francia (bandiera)                          | P     | Antoine Diot          | 1989 | 193 cm | 86 kg  |  |
| 9  | Belgio (bandiera)                           | P     | Sam Van Rossom        | 1986 | 188 cm | 88 kg  |  |
| 10 | Rep. Centrafricana (bandiera)               | AP    | Romain Sato           | 1981 | 195 cm | 100 kg |  |
| 12 | Serbia (bandiera) · Grecia (bandiera)       | AP    | Vladimir Janković     | 1990 | 202 cm | 101 kg |  |
| 14 | Montenegro (bandiera)                       | AC    | Bojan Dubljević       | 1991 | 205 cm | 105 kg |  |
| 16 | Spagna (bandiera)                           | P     | Guillem Vives         | 1993 | 192 cm | 78 kg  |  |
| 17 | Spagna (bandiera)                           | G     | Rafael Martínez (C)   | 1982 | 190 cm | 90 kg  |  |
| 18 | Spagna (bandiera)                           | AG    | Pierre Oriola         | 1992 | 208 cm | 107 kg |  |
| 19 | Spagna (bandiera)                           | AP    | Fernando San Emeterio | 1984 | 199 cm | 105 kg |  |
| 21 | Stati Uniti (bandiera)                      | C     | Mike Tobey            | 1994 | 213 cm | 115 kg |  |
| 30 | Spagna (bandiera)                           | AP    | Joan Sastre           | 1991 | 201 cm | 82 kg  |  |
| 41 | Spagna (bandiera)                           | A     | Ion Galarza           | 1997 | 195 cm | 95 kg  |  |
| 42 | Spagna (bandiera)                           | G     | Luis Ferrando         | 1996 | 185 cm |        |  |
| 43 | Stati Uniti (bandiera)                      | AG    | Luke Sikma            | 1989 | 203 cm | 107 kg |  |
| 52 | Croazia (bandiera)                          | AP    | Emil Savić            | 1998 | 200 cm | 93 kg  |  |
| 53 | Spagna (bandiera)                           | G     | Josep Puerto          | 1999 | 200 cm | 90 kg  |  |
| 54 | Stati Uniti (bandiera)                      | C     | John Bryant           | 1987 | 211 cm | 127 kg |  |
| 55 | Ucraina (bandiera)                          | C     | V"jačeslav Kravcov    | 1987 | 213 cm | 118 kg |  |

| Allenatore                                                                           |
| - Pedro Martínez Sánchez                                                             |
| Assistente/i                                                                         |
| - Juan Maroto - Jaume Ponsarnau Legenda - (C) Capitano - (IN) Inattivo - Infortunato |

## Mercato

### Sessione estiva
| Acquisti | Acquisti          | Acquisti          | Acquisti      | Acquisti |
| R.a      | Nome              | da                | Modalità      |          |
| -------- | ----------------- | ----------------- | ------------- | -------- |
| AG       | Will Thomas       | Málaga            | definitivo    |          |
| C        | John Bryant       | Bayern Monaco     | definitivo    |          |
| AP       | Vladimir Janković | Panathīnaïkos     | definitivo    |          |
| AG       | Pierre Oriola     | Real Betis        | definitivo    |          |
| AP       | Joan Sastre       | Saragozza         | definitivo    |          |
| AP       | Emil Savić        | Torrelodones      | definitivo    |          |
| AP       | Alberto Abalde    | Joventut Badalona | definitivo    |          |
| P        | Pablo Pérez       | Ciudad Valladolid | fine prestito |          |

| Cessioni | Cessioni        | Cessioni          | Cessioni       | Cessioni |
| R.       | Nome            | a                 | Modalità       |          |
| -------- | --------------- | ----------------- | -------------- | -------- |
| AG       | Jordi Trias     | Barcellona B      | fine contratto |          |
| AG       | John Shurna     | Free agent        | fine contratto |          |
| C        | Justin Hamilton | Brooklyn Nets     | fine contratto |          |
| A        | Vladimir Lučić  | Bayern Monaco     | fine contratto |          |
| G        | Jón Stefánsson  | KR Reykjavík      | fine contratto |          |
| AP       | Alberto Abalde  | Joventut Badalona | prestito       |          |
| AC       | Travis Peterson | H. Gerusalemme    | fine contratto |          |
| P        | Pablo Pérez     | Peñas Huesca      | prestito       |          |

### Dopo l'inizio della stagione
| Acquisti | Acquisti           | Acquisti      | Acquisti        | Acquisti   |
| R.       | Nome               | da            | Data            | Modalità   |
| -------- | ------------------ | ------------- | --------------- | ---------- |
| C        | V"jačeslav Kravcov | Free agent    | 18 ottobre 2016 | definitivo |
| C        | Mike Tobey         | Greens. Swarm | 16 marzo 2017   | definitivo |

| Cessioni | Cessioni          | Cessioni       | Cessioni        | Cessioni    |
| R.       | Nome              | a              | Data            | Modalità    |
| -------- | ----------------- | -------------- | --------------- | ----------- |
| C        | John Bryant       | Free agent     | 7 ottobre 2016  | rescissione |
| AP       | Vladimir Janković | Aris Salonicco | 31 ottobre 2016 | prestito    |